# Alternative Press Music Award for Best Vocalist
Der Alternative Press Music Award for Best Vocalist, auf Deutsch „Alternative Press Music Award für den besten Sänger/die beste Sängerin“ ist ein Musikpreis, der seit 2014 bei den jährlich stattfindenden Alternative Press Music Awards verliehen wird. Ausgezeichnet werden Sänger, die nach Meinung der Leser des Alternative Press die beste Bühnen-Performance auf Konzertreisen oder Musikfestivals absolviert haben. Bisher erhielten drei Künstler jeweils eine Auszeichnung in dieser Kategorie.

## Hintergrund
Am 24. April 2014 verkündete das US-amerikanische Musikmagazin Alternative Press, welches sich auf Punk, Hardcore und deren Subgenres spezialisiert hat, die erstmalige Verleihung der Alternative Press Music Awards. Begründet wurde dies damit, „dass das Alternative Press bereits seit 30 Jahren die führende Stimme in dieser Musik und dem Lebensstil sei und man nun endlich eine Nacht habe, um diesen zu zelebrieren.“
Die erste Awardverleihung fand am 21. Juli 2014 im Rock and Roll Hall of Fame Museum in Cleveland, Ohio statt. Die Leser des Musikmagazins konnten zunächst in zwölf Kategorien für ihre Favoriten stimmen, welche zuvor vom Magazin nominiert wurden. Darunter befand sich auch die Kategorie für den Besten Sänger/die Beste Sängerin. Im ersten Jahr gewann Brendon Urie diese Auszeichnung. Im Folgejahr gewann Hayley Williams als erste Sängerin diesen Preis. 2016 erhielt Patrick Stump von Fall Out Boy die Ehrung in dieser Kategorie.

## Statistik
Die Auszeichnung ging bisher bei drei Verleihungen an drei verschiedene Künstler. Alle drei bisherigen Preisträger, Patrick Stump, Brendon Urie und Hayley Williams kommen aus den Vereinigten Staaten. Bisher wurden Vic Fuentes, Kellin Quinn und Hayley Williams am häufigsten in dieser Kategorie nominiert.

## Gewinner und Nominierte Künstler

### Seit 2014
| Jahr               | Künstler / Band                    | Nationalität       | Weitere nominierte Künstler | Bilder der Künstler   |
| ------------------ | ---------------------------------- | ------------------ | --- | --------------------- |
| 2014 21. Juli 2014 | Brendon Urie (Panic! at the Disco) | Vereinigte Staaten | - Andy Biersack (Black Veil Brides) - Vic Fuentes (Pierce the Veil) - Kellin Quinn (Sleeping with Sirens) - Oliver Sykes (Bring Me the Horizon) - Hayley Williams (Paramore) | Brendon Urie, 2016    |
| 2015 22. Juli 2015 | Hayley Williams (Paramore)         | Vereinigte Staaten | - Tyler Carter (Issues) - Vic Fuentes (Pierce the Veil) - Lynn Gunn (PVRIS) - Adam Lazzara (Taking Back Sunday) - Jeremy McKinnon (A Day to Remember)                        | Hayley Williams, 2009 |
| 2016 18. Juli 2016 | Patrick Stump (Fall Out Boy)       | Vereinigte Staaten | - Alex Gaskarth (All Time Low) - Caleb Shomo (Beartooth) - Lzzy Hale (Halestorm) - Kellin Quinn (Sleeping with Sirens) - Corey Taylor (Slipknot)                             | Patrick Stump, 2011   |
| 2017 17. Juli 2016 | Lynn Gunn (PVRIS)                  |                    | - Ben Barlow (Neck Deep) - Cody Carson (Set It Off!) - Derek DiScanio (State Champs) - John O’Callaghan (The Maine) - Keith Buckley (Every Time I Die)                       | Lynn Gunn, 2018       |